# Antonio Bello
Antonio Bello (ur. 18 marca 1935 w Alessano; zm. 20 kwietnia 1993 w Molfetta) – włoski Czcigodny Sługa Boży Kościoła katolickiego.

## Życiorys
Był synem policjanta i gospodyni domowej. Był świadkiem śmierci swego ojca i brata. Po studiach w seminariach w Ugento i w Molfetta został wyświęcony na kapłana w dniu 8 grudnia 1957 roku. Dwa lata później uzyskał licencjat z teologii. W 1978 roku został mianowany proboszczem parafii Najświętszego Serca w Lecce, a w dniu 30 września 1986 roku został mianowany biskupem nowej diecezji kościelnej w Apulii. Zmarł na raka w opinii świętości. W dniu 27 kwietnia 2007 roku rozpoczął się jego proces beatyfikacyjny. 25 listopada 2021 roku papież Franciszek promulgował dekret o heroiczności jego cnót i odtąd przysługuje mu tytuł Czcigodny. 